# ساسرس (انتیوکیا)
ساسرس (انتیوکیا) (به اسپانیایی: Cáceres, Antioquia) یک سکونتگاه مسکونی در کلمبیا است که در Bajo Cauca Antioquia Subregion واقع شده‌است.